# Honeymoon (película)
Honeymoon es una película dramática española de 2023 dirigida por Enrique Otero, quien la coescribió junto a Roberto G. Méndez. Está protagonizada por Javier Gutiérrez y Nathalie Poza. Se estrenó en el Festival de Málaga el 15 de marzo de 2023, y tiene previsto su estreno en cines españoles para el 12 de enero de 2024, de la mano de Filmax.

## Trama
Un matrimonio en destrucción, Eva (Nathalie Poza) y Carlos (Javier Gutiérrez), recibe la noticia de que su hijo Jonás, que era lo único que los mantenía unidos, acaba de morir en un accidente a miles de kilómetros de casa durante una visita a los abuelos paternos. Sin recursos para traer de vuelta a Jonás, pero sin corazón para no hacerlo, tratarán de conseguir a cualquier precio el dinero que necesitan para recuperar el cuerpo de su hijo.

## Reparto
- Javier Gutiérrez como Carlos
- Nathalie Poza como Eva
- María Vázquez como Santos
- Silvia Xirui Zhou como Sayaka
- Fernando Albizu como Andrés
- Antonio Durán "Morris" como Mario
- Pablo Derqui como Víctor
- María Tasende como Leticia
- Desiré Pillado como Lucía
- Mikel Insua como Antonio
- Berta Ojea como Rosario
- Miguel Ángel Tobías como Vidal
- Sergio Zearreta como Silva
- César Martínez "Goldi"
- Susana Dans
- Marta Lado

## Producción
Honeymoon fue originalmente concebida por los guionistas Enrique Otero y Roberto G. Méndez como una historia sobre unos vendedores puerta a puerta, a partir de la cual desarrollaron un guión que se convirtió en lo que describieron como "una historia de amor muy escondida tras un drama vital".
En mayo de 2022, se anunció que el rodaje de la película dramática Honeymoon, dirigida por Otero y protagonizada por Javier Gutiérrez y Nathalie Poza, había comenzado en Orense. El rodaje prosiguió durante varias semanas en localizaciones como Santiago de Compostela, Arteijo, El Grove, Culleredo, Zamora y Valladolid, hasta concluir en julio de 2022. Aunque el presupuesto exacto de la película es desconocido, se reportó que sobrepasaba los 750,000 euros y que incluía una ayuda de más de 230.000 euros por parte de la Junta de Galicia.

## Lanzamiento y marketing
En julio de 2022, coincidiendo con el final del rodaje de la película, se anunció que Filmax había adquirido los derechos de distribución de Honeymoon. El 28 de febrero de 2023, se anunció que la película tendría su estreno mundial en el Festival de Málaga el 15 de marzo de 2023. Más adelante, se proyectó en el Festival Internacional de Cine de Almería el 21 de noviembre de 2023. En octubre de 2023, Filmax anunció que estrenaría Honeymoon en salas en enero de 2024. Para noviembre de 2023, Filmax había concretado la fecha de estreno de la película para el 12 de enero de 2024.

## Recepción

### Taquilla
En su primera semana, Honeymoon se estrenó en 57 cines, coincidiendo principalmente con los estrenos de Valle de sombras, Chicas malas y Beekeeper: El protector, entre otras cintas. La película recaudó 18.610 euros en 56 cines en su estreno, para una media por sala de 332 euros, ocupando el puesto 21 de la taquilla. En su segunda semana, la película cayó un 83% con 2.778 euros recaudados en 25 cines, para un promedio por sala de 111 euros y un acumulado de 32.051 euros. Para su tercera semana, Honeymoon desapareció casi completamente de la taquilla, recaudando solo 12 euros en un cine, para un acumulado de 33.786 euros.

### Crítica
Honeymoon ha recibido críticas mixtas por parte de los críticos. Daniel Farriol de No es cine todo lo que reluce le dio a la película un 7 de 10, describiéndola como una "extraña y atípica combinación de drama familiar, romance, thriller y comedia negra" y como un "divertido thriller que invita a reflexionar acerca de si el fin justifica los medios en una sociedad individualista". Guillermo Rodríguez Durán de 35 Milímetros le dio a la película un 6 de 10, describiéndola como una "comedia ácida y divertida" que "recuerda a las mejores historias de los hermanos Coen".
Toni Vall de Cinemanía le dio a la película un 6 de 10, describiéndola como "audaz y áspera, muy bien rodada, bien interpretada y no tan bien escrita" y que "se detecta cierto empacho referencial, situaciones rocambolescas altamente forzadas [...] Pero sigues asido a [la trama], te retiene", concluyendo que es "muy extraña, pero no todo debe tener explicación racional". Jordi Batlle Caminal de Fotogramas también le dio a la cinta un 6 de 10, calificándola como "una menestra de géneros [...] cuya virtud mayor es la de proponer un enredo que se agiganta progresivamente" y concluyendo que es "un entretenimiento funcional [y] ligero". Pedro de Frutos de El Ónfalos le dio a Honeymoon un 5.3 de 10, diciendo que la película "recurre a la aridez de paisajes castellanos y a una mezcla de estilos que hace complicado catalogar la película" y que "constantemente parece que se reinicia y [...] siempre hay algo que no encaja". Laura Tabuyo Acosta de Cinemagavia le dio a la película un 5 de 10, criticando que "más allá de destacar por la rareza de casi todos [los personajes] no hay mucho más de lo que tirar" y que "en todo momento las secuencias resultan más que poco creíbles", aunque sí elogió "la presencia de actores de gran trayectoria" y los lugares de ambientación de la película, los cuales describió como "espacios cutres, de nuevo extraños y ajenos a una adhesión temporal", concluyendo que "no se puede recomendar Honeymoon habiendo tantas cosas por ahí interesantes para ver".